# コロンビア級防護巡洋艦
コロンビア級防護巡洋艦（Columbia class protected cruisers）は、アメリカ海軍が建造した防護巡洋艦の艦級で2隻が建造され、後に装甲巡洋艦に艦種変更された。

## 概要
沿岸防御用だった前級までとは違い、本級はアメリカ海軍が通商破壊任務のために設計したクラスである。主砲の20.3cmライフル砲を撤退時に有利な艦後部に配置し、機関においてはボイラー8基と推進機関は1.5倍の3基3軸推進で速力21ノットを発揮するなど通商破壊に適した独特な設計を採っていた。2隻の整備を企画したが、コストのかかる設計だったためにアメリカ議会に予算案が通らず1890年度で「コロンビア」が、1891年度計画で「ミネアポリス」が相次いで建造・就役した。これにより姉妹艦で一部の設計と武装が異なってしまった。

## 艦形

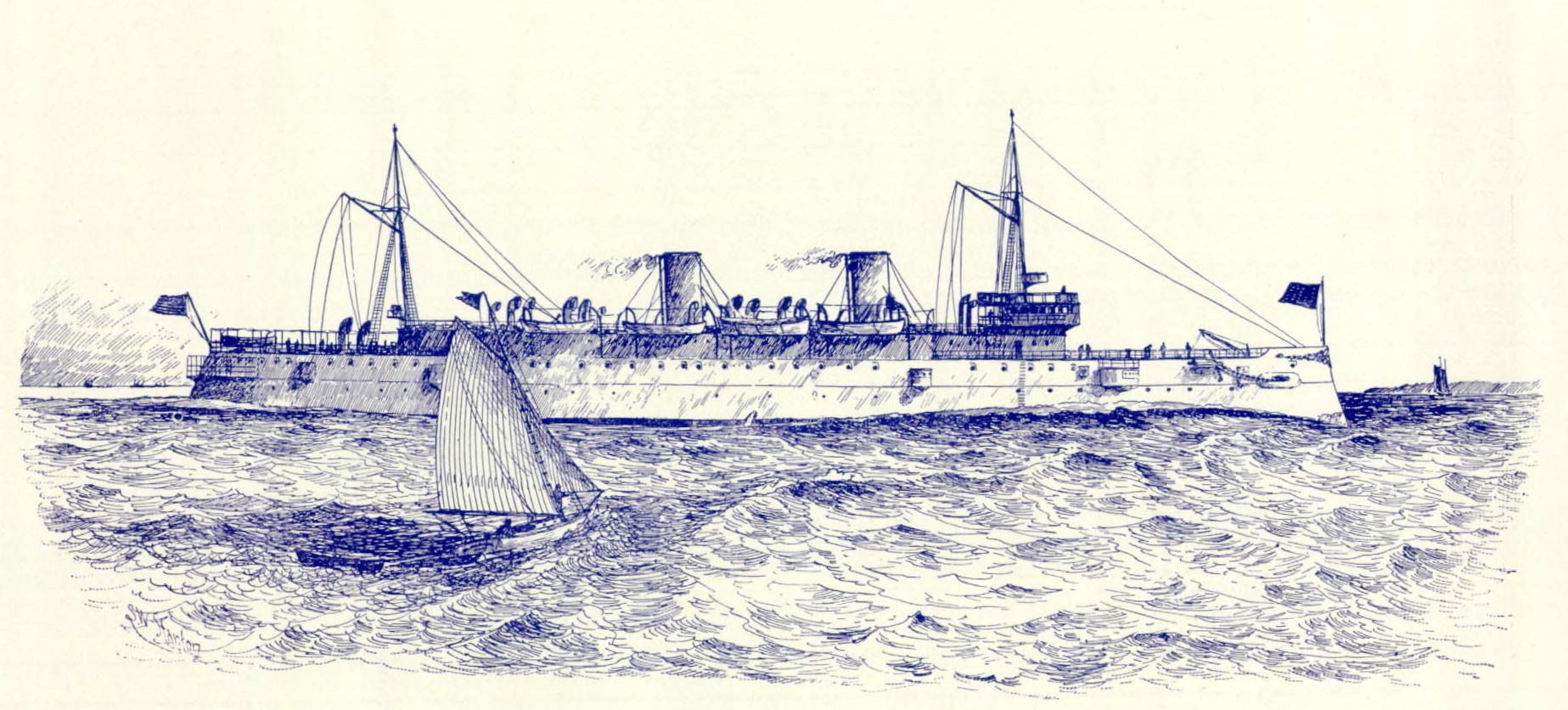
就役時の「ミネアポリス」のイラスト。

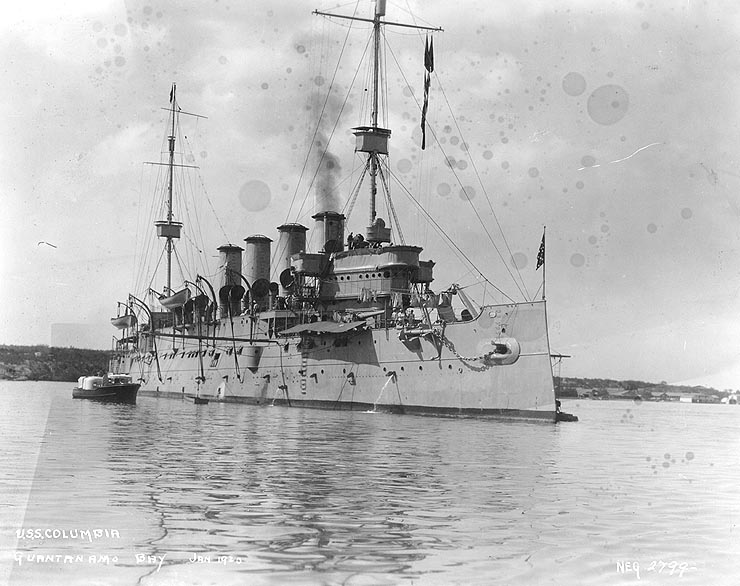
キューバのグァンタナモ米軍基地で撮られた最終時の「コロンビア」。1919年に改装で艦橋が大型化している。

本級の船体構造は平甲板型船体で、艦首から順に構造を記述すれば、艦首水面下には未だ衝角（ラム）が付き、艦首甲板上に15.2cmライフル砲を防盾の付いた単装砲架で並列で2基を配置。その背後から上部構造物が始まり、司令塔を組み込んだ操舵艦橋を基部として簡素な前部マストが立つ。船体中央部の煙突の本数は「コロンビア」は4本で、「ミネアポリス」は2本で異なっていた。その周囲は煙管状の通風筒が立ち並び、舷側は艦載艇置き場となっており、その運用のために2本1組のボート・ダビッドが片舷4組ずつ計8組で運用された。
後部マストが立った所で上部構造物が終了し、甲板一段分下がった後部甲板上に20.3cmライフル砲が単装で1基が後ろ向きに配置された。舷側には10.2cm速射砲が舷側ケースメイト（砲郭）配置で片舷4基ずつ計2基が配置された。他に近接火器として5.7cm速射砲が上部構造物と舷側に計12基を配置していた。
就役後に20.3cmライフル砲1基が撤去され、代わりに15.2cm砲1門が搭載された。1919年に艦橋構造を大型化して、前後のマストを延長して無線設備の強化を行った際に前後に見張り所を設けた。後部マストの基部に無線所が新設された。武装面においては舷側の前後の10.2cm速射砲4基と水雷兵装全てが撤去され、代わりに「Mark10 7.6cm（50口径）高角砲」が単装砲架で2基が搭載された。

## 武装

### 主砲

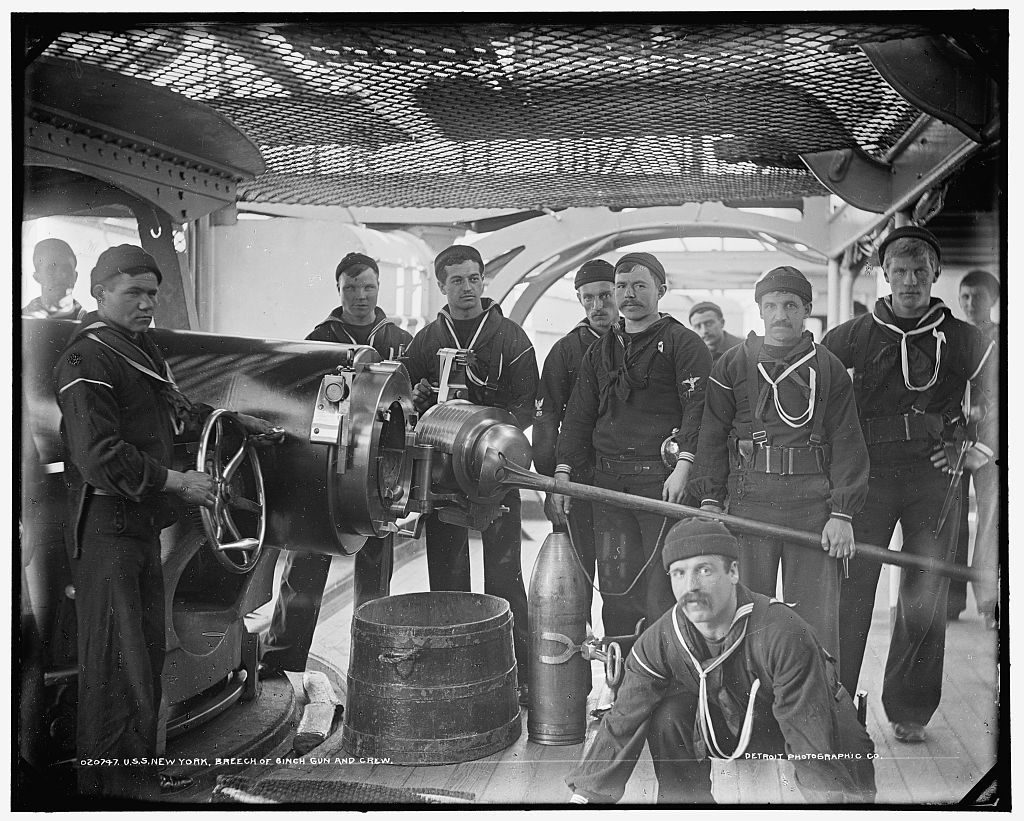
本級にも搭載された20.3cm（40口径）ライフル砲。写真はニューヨーク (装甲巡洋艦)の舷側砲の砲員たち。

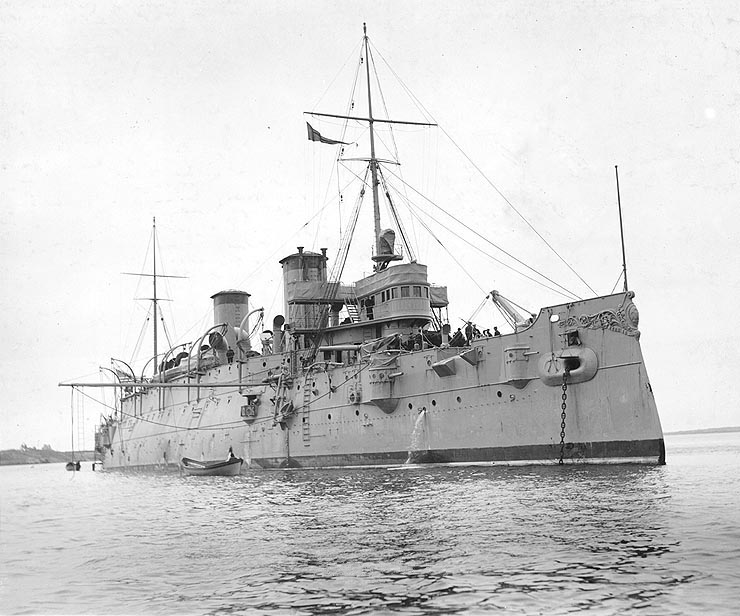
就役時の「ミネアポリス」。この時代の軍艦には珍しく集合煙突を採用しており2本煙突となった。艦首の15.2cm砲の右砲を右舷に向けて指向している。舷側の砲門には10.2cm速射砲と5.7cm速射砲を配置している。

主砲は「Mark 5 1894年型 20.3cm（40口径）ライフル砲」を採用した。その性能は重量118.0kgの徹甲弾を仰角20度で最大射程14,630mまで届かせる事ができた。搭載形式は単装砲架で1基を搭載した。砲架の仰角は最大20度・俯角4度まで砲身を上下でき、旋回角度は300度に旋回できた。発射間隔は毎分2～2.8発であった。

### 副砲、その他備砲、雷装

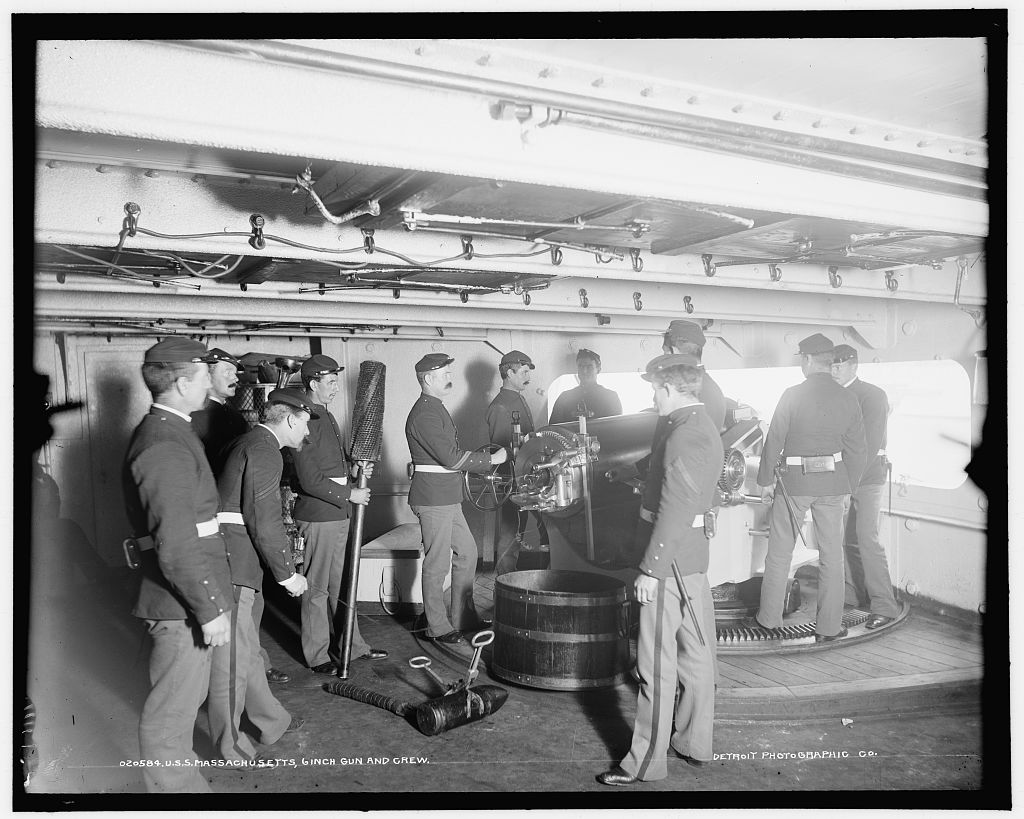
本級にも搭載された15.2cm（40口径）ライフル砲。写真はマサチューセッツ (BB-2)のもの。

副武装として「Mark 3 1885年型 15.2cm（40口径）ライフル砲」を採用した。その性能は47.7kgの砲弾を毎分1.5発を発射できた。これを単装砲架で2基を搭載した。砲架は仰角12度から俯角10度の範囲で上下でき、300度の旋回角度を持っていた。
他に対水雷艇用にイギリスのアームストング社のコピーの「Mark 1 1897年型 10.2cm（40口径）速射砲」を採用した。その性能は45.3kgの砲弾を仰角20度で10,520mまで届かせる事ができた。これを単装砲架で8基を搭載した。砲架は仰角20度から俯角15度の範囲で上下でき、300度の旋回角度を持っていた。発射速度は毎分8～9発であった。
他に近接火器として3.7cm単装機砲4基を上部構造物に搭載した。対艦攻撃用に36cm魚雷発射管を単装で4門を装備したが「ミネアポリス」はより大型の46cm魚雷を使用した。

### 就役後の武装変換

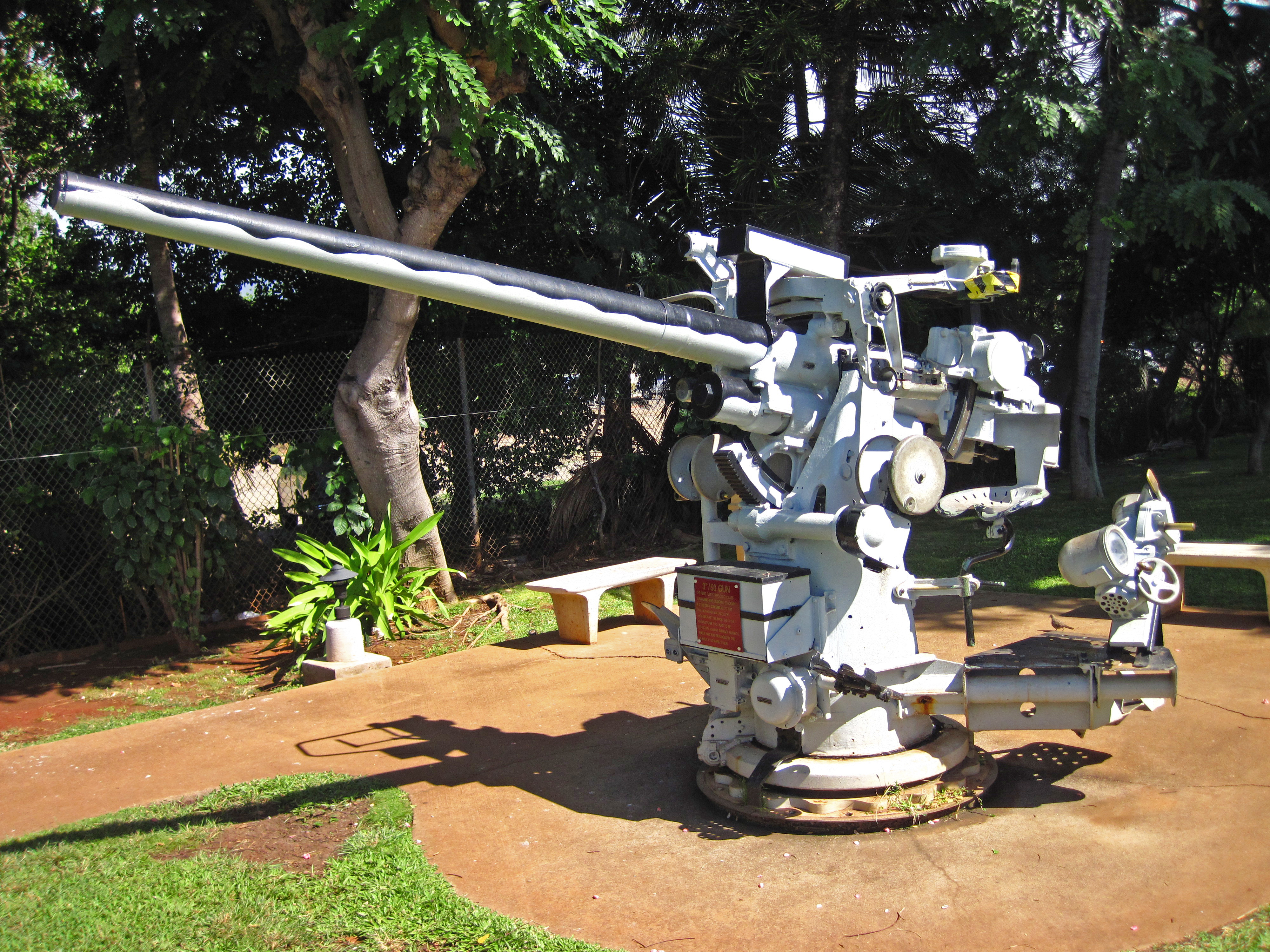
本級にも搭載された7.6cm（50口径）高角砲。

就役後の1919年に、対空火器として「1914年型 76.2cm（50口径）高角砲」が搭載された。その性能は重量5.9 kgの砲弾を最大仰角85度では射程9,270 mまで届かせられるこの砲を単装砲架で2基を搭載した。砲架の俯仰能力は仰角85度・俯角15度である、旋回角度は露天で360度の旋回角度を持つが、ケースメイトでは旋回角に制限があった。砲身の俯仰・砲塔の旋回・砲弾の揚弾・装填は主に人力を必要とした。発射速度は毎分15～20発である。

## 同型艦
- コロンビア （USS Columbia, C-12）：CA-16に変更

クランプ社ペンシルベニア州フィラデルフィア造船所にて1890年12月起工、1892年7月進水、1894年4月就役。1920年7月に類別を装甲巡洋艦に変更、1921年6月29日に除籍後、1921年11月に船名を「オールド・コロンビア」に改名。1922年1月に解体処分
- ミネアポリス （USS Minneapolis, C-13）：CA-17に変更

クランプ社ペンシルベニア州フィラデルフィア造船所にて1891年12月起工、1893年8月進水、1894年12月就役。1919年9月15日に除籍後、1920年7月に類別を装甲巡洋艦に変更、1921年3月に除籍後、8月に解体処分